# Будрис, Альгис
Альгис Будрис (англ. Algis Budrys; лит. Algirdas Jonas Budrys, род. 9 января 1931, Кёнигсберг — 9 июня 2008, Эванстон) — американский фантаст, литературный критик и редактор.
Настоящее имя Альгирдас Йонас Будрис (Algirdas Jonas Budrys). Родился в Кёнигсберге в семье генерального консула Литвы в Германии Йонаса Будриса (Jonas Budrys, 1889—1964). В 1936 г. его отец был назначен генеральным консулом Литвы в Нью-Йорке, и вместе с семьёй переехал в США. После войны он представлял литовское правительство в изгнании, и в результате Альгирдас очень долго сохранял литовское гражданство, получив американское лишь в 1990-е годы. Учился в Университете Майами (1947-49) и Колумбийском Университете (1951-52). Жена — Эдна Дюна (с 1954), 4 сына.
Долгое время (1960-70-е гг.) работал редактором в различных чикагских издательствах и рекламных агентствах. В то же время преподавал писательское мастерство начинающим фантастам и был признан одним из лучших в этой области. С начала 1980-х — главный редактор серии антологий «Писатели будущего», спонсируемой Л. Роном Хаббардом и Церковью саентологии. С 1993 по 1997 издавал журнал фантастики Tomorrow Speculative Fiction.
Начало литературной деятельности — 1952 год, рассказ «Высокая цель». С 1965 года его рецензии регулярно появлялись в ведущих научно-фантастических журналах США — Galaxy и Magazine Fantasy and Science Fiction.
Лауреат премии «Пилигрим» за деятельность в качестве критика (2007).
Главные произведения:
- «Ложная ночь» (1954)
- «Кто?» (1958) — экранизован в 1973
- «Падающий факел» (1959)
- «Злая Луна» (1960) — номинован на «Хьюго»
- «Железный шип» (1967)
- «Майклмас» (1977)
- «Жесткая посадка» (1993)
- «Вехи» (1985) — сборник критических статей и рецензий